# Zlatni listići
Zlatni listići proizvode se od zlata koje je posebnim čekićem raskovano do ekstremne tankoće. Listići su tako tanki da propuštaju svijetlo, te se u pravilu koriste za pozlaćivanje. Osim kod izrade novih predmeta koriste se i u konzervaciji restauraciji umjetnina. Proizvode se u velikom broju boja te finoća, a najčešće se koriste 22 karatni listići.
Osim listića od zlata proizvode se i listići od bakrenih slitina koje imitiraju boju čistog zlata, te listići od srebra.
Pozlaćivanje pomoću listića izvodi se najčešće ili uz pomoć ljepljivog laka na bazi lanenog ulja ili na polimentu - posebnoj podlozi koja postaje ljepljiva nakon što je se dovede u dodir s alkoholom ili vodom. Kod polimentne pozlate se listići na kraju još i ispoliraju pomoću posebno oblikovanog alata od ahata.
Danas se zlatni listići nadalje koriste i u kulinarstvu te u alkoholnim pićima.

## Vanjske poveznice
- How to Gold Leaf - Learn to gold leaf and have some fun for home (engl.)
- Genuine Gold Leafing  Arhivirana inačica izvorne stranice od 28. veljače 2014. (Wayback Machine) (engl.)